# Џо (Камакура период)
Џо (貞応) је јапанска ера (ненко) која је настала после Џокју и пре Генин ере. Временски је трајала од априла 1222. до новембра 1224. године и припадала је Камакура периоду. Владајући монарх био је цар Го-Хорикава.
Име ере „Џо“ у преводу значи „праведни одговор“.

## Важнији догађаји Џо ере
- 1222. (Џо 2): Донет је закон који тачно одређује плате земљишних управника (џитоа).
- 19. јул 1223. (Џо 2, двадесети дан шестог месеца): Хоџо Токимаса поново гради храм Асама у подножју планине Фуџи (провинција Суруга).[4]